# Odder (gemeente)
Odder is een gemeente en een plaats in Denemarken. Het ligt in de regio Midden-Jutland.
De belangrijkste plaats in de gemeente is Odder. Andere plaatsen die in de gemeente liggen zijn  Gylling, Hov, Saksild en Skoven. Bij de gemeente horen ook de eilanden Alrø en Tunø.
De oppervlakte van de gemeente bedraagt 225,13km². De gemeente heeft 22.231 inwoners. (2017)
Buurgemeentes zijn Aarhus in het noorden, en Skanderborg en Gedved in het westen. De gemeente is in het zuiden en in het oosten omringd door water.
Odder is bij de herindeling van 2007 niet samengevoegd maar is een zelfstandige gemeente gebleven.

## Plaatsen in de gemeente
- Hov
- Odder
- Hundslund
- Ørting
- Torrild
- Gylling
- Saksild
- Bovlstrup
- Neder Randlev
- Skoven

Aarhus · Favrskov · Hedensted · Herning · Holstebro · Horsens · Ikast-Brande · Lemvig · Norddjurs · Odder · Randers · Ringkøbing-Skjern · Samsø · Silkeborg · Skanderborg · Skive · Struer · Syddjurs · Viborg